# Vitaly Markovich Primakov
Vitaliy Markovich Primkov (tiếng Nga: Виталий Маркович Примаков; tiếng Ukraina: Віталій Маркович Примаков; 3 tháng 12 năm 1897 - 12 tháng 6 năm 1937) là một nhà cách mạng Liên Xô, lãnh đạo quân sự của Hồng quân và chỉ huy của Hồng quân Cossacks. Ông là bạn thân của gia đình Kotsiubynsky và là con rể của Mykhailo Kotsiubynsky.

## Thiếu thời
Vitaly Primkov sinh năm 1897 tại Semenivka, Novozybkovsky Uyezd, Tỉnh Chernigov trong một gia đình gốc Nga. Năm 1914, ông gia nhập phe Bolshevik của Đảng Lao động Dân chủ Xã hội Nga và bị đày đến Siberia vì lý do chính trị vào năm 1915.

## Tham gia cách mạng
Primkov thoát khỏi cuộc sống lưu đày trong Cách mạng Tháng Hai năm 1917. Ông trở thành thành viên ủy ban Bolshevik của Kiev. Tháng 8 năm 1917, ông bắt đầu tham gia hoạt động quân sự. Khi còn là đại biểu của Đại hội Xô viết lần thứ hai ở Petrograd, ông được bổ nhiệm chỉ huy một trong những phân đội tham gia cuộc tấn công vào Cung điện Mùa đông. Sau đó, ông chỉ huy các đơn vị Hồng quân trong trận chiến với quân Bạch vệ của Trung tướng Pyotr Krasnov gần Gatchina.

## Nội chiến
Tháng 2 năm 1918, phỏng theo mô hình của quân Cossack Bạch vệ, ông đã thành lập các đơn vị quân Cossack Đỏ. Tháng 8 năm 1919, Primkov trở thành chỉ huy lữ đoàn. Tháng 10 năm 1919, ông được bổ nhiệm làm tư lệnh Sư đoàn kỵ binh số 8. Tháng 10 năm 1920, Primkov trở thành chỉ huy của Quân đoàn Cossacks Đỏ số 1.
Vì thành tích chỉ huy đơn vị chọc thủng thành công tuyến phòng thủ của quân Bạch vệ gần Fatezh vào tháng 11 năm 1919, ông được trao tặng Huân chương Cờ đỏ đầu tiên. Huân chương Cờ đỏ thứ hai của ông đã được trao tặng khi chiến đấu gần Proskurov. Primkov sau đó tiếp tục nhận được Huân chương Cờ đỏ thứ ba vì đã tham gia trấn áp phong trào Basmachi ở Trung Á.

## Phục vụ sau Nội chiến
Năm 1923, Primkov tốt nghiệp các khóa học quân sự cấp cao của Hồng quân. Năm 1924–1925, ông là hiệu trưởng trường Kỵ binh cao cấp ở Leningrad.
Năm 1925, ông được cử sang Trung Quốc làm cố vấn quân sự cho Quân đoàn số 1 (第一军) Quốc dân Cách mệnh Quân. Năm 1927, ông được bổ nhiệm làm tùy viên quân sự ở Afghanistan. Năm 1929, dưới vỏ bọc cải trang là sĩ quan Thổ Nhĩ Kỳ Ragib-bey, ông chỉ huy Hồng quân can thiệp vào Afghanistan. Đây là một hoạt động quân sự của Liên Xô nhằm khôi phục Amanullah Khan làm người cai trị Afghanistan. Năm 1930, Primkov được cử đến Nhật Bản với tư cách tùy viên quân sự ở đó.
Năm 1931–1933, Primkov là tư lệnh Quân đoàn bộ binh 13. Tháng 2 năm 1933, ông trở thành phó tư lệnh Quân khu Bắc Kavkaz. Tháng 12 năm 1934, ông được bổ nhiệm làm thanh tra các cơ sở giáo dục đại học của Hồng quân. Tháng 1 năm 1935, ông trở thành phó tư lệnh Quân khu Leningrad.

## Bắt giữ và xét xử
Primkov bị bắt vào ngày 14 tháng 8 năm 1936 trong cuộc Đại thanh trừng của Stalin. Ông bị tra tấn và bị buộc nhận tội tham gia Tổ chức quân sự chống Liên Xô theo chủ nghĩa Trotskist và làm chứng chống lại nhiều chỉ huy quân sự Liên Xô. Ông bị kết tội và bị kết án tử hình vào ngày 11 tháng 6 năm 1937. Primkov được phục hồi sau khi chết vào năm 1957.

## Đời tư
Primkov đã kết hôn ba lần. Ông đã từng kết hôn với Oksana Kotsyubynska, con gái của Mykhailo Kotsyubynsky . Năm 1930, ông kết hôn với Lilya Brik, người tình lâu năm của nhà thơ Vladimir Mayakovsky.